# John Sudarsky
John Sudarsky Rosenbaum (Armenia, Colombia, 19 de febrero de 1947) es un ingeniero industrial, psicólogo, docente, empresario y político colombiano. 
Adscrito al Partido Verde y senador por dicha colectividad (para el periodo 2010-2014). Junto a la representante por Bogotá Ángela María Robledo conformó la disidencia de su partido, creada en oposición a la alianza de dicha colectividad con el expresidente Álvaro Uribe.
Ha ejercido cargos tanto en el sector privado como en el público, un ejemplo de estos últimos es de exasesor de la Asamblea Nacional Constituyente, y del Departamento Nacional de Planeación. Durante el segundo mandanto distrital de Antanas Mockus fue Consejero de Planeación.

## Disidencia en el Partido Verde
En octubre de 2011 con motivo de las elecciones locales en Bogotá, el candidato por el Partido Verde Enrique Peñalosa estableció una alianza con el expresidente colombiano Álvaro Uribe. La noticia de la alianza generó polémica dentro del partido, la controversia fue tal, que Antanas Mockus -y por defecto- sus seguidores (Sudarsky y Robledo) conformaron la que hoy en día se denomina la disidencia del Partido Verde.

## Precandidatura presidencial periodo (2014-2018)
El senador John Sudarsky se inscribe como precandidato presidencial por Alianza Verde, así lo hizo saber el 29 de octubre de 2013, en hora de la mañana, cuando con la compañía de medios de comunicación y simpatizantes, inscribió su candidatura en la Sede Nacional del Partido.

## Postura sobre la Educación
El senador John Sudarsky es Doctor en educación de la Universidad de Harvard lo que le da gran autoridad académica en sus posturas sobre la educación en Colombia. Entre otras propone:
- Crear la Superintendencia de Educación
- Mejorar la calidad de la educación media, con un programa masivo de formación de maestros y ampliación de infraestructura.
- Promover una carrera para el maestro basada en un salario digno, selección de los mejores maestros y evaluación continúa de los resultados académicos.
- Reformar las rutas de movilidad de la educación para que el encadenamiento entre la educación media y la superior facilite la formación de ciudadanos y el reconocimiento del bachillerato técnico, a través de créditos, para acceder a la educación superior, en donde el SENA juega un papel fundamental.